# Соловьёв, Роман Александрович
Роман Александрович Соловьёв (род. 7 декабря 1981, Зеленоград, Москва, РСФСР) — российский учёный в области автоматизации проектирования интегральных схем, машинного обучения, нейронных сетей, больших данных, модулярной арифметики, теории надежности. Доктор технических наук, главный научный сотрудник Института проблем проектирования в микроэлектронике РАН. Член-корреспондент Российской академии наук (РАН) по Отделению нанотехнологий и информационных технологий РАН (секция информационных технологий и автоматизации).

## Биография
Родился в Зеленограде (г. Москва). В 2004 году с отличием закончил факультет микроприборов и технической кибернетики МИЭТ. В 2007 году защитил кандидатскую диссертацию. В 2018 году защитил докторскую диссертацию. В 2022 году был избран Член-корреспондентом Российской академии наук (РАН).

## Научная деятельность
Основные научные результаты Соловьева Р. А.:
- разработан высокопроизводительный и эффективный комплекс вычислительных алгоритмов и методов для анализа помех, влияющих на быстродействие КМОП-схем;
- разработаны методы проектирования различных микроэлектронных устройств на базе модулярной арифметики, методы повышения надежности и ускорения вычислений на базе методов модулярной арифметики, разработаны элементы теории интрамодулярных вычислений;
- разработан ряд подходов к проектированию аппаратных реализаций нейронных сетей на базе ПЛИС и СБИС, исследованы параметры надежности аппаратных реализаций нейронных сетей, разработан метод слияния прямоугольников для нейронных сетей обнаружения объектов, разработан метод использования трехмерных свёрток для анализа данных, полученных на мультифотонном флуоресцентном микроскопе.

## Награды
- Лауреат премии конкурса «Грант Москвы» в области наук и технологий в сфере образования (2005 год)
- 1-е место на окружном этапе конкурса профессионального мастерства «Московские мастера» по профессии «Программист» (2008 год)
- Honorable mention (4 место) на конкурсе Identical Fault Search в рамках конференции ICCAD 2016 (2016 год)
- 1-е место в международном соревновании по машинному обучению Rosneft Seismic Challenge (2019 год)
- Выход в региональный финал в международном конкурсе Innovate FPGA 2019 от Intel с проектом «Real-time video frames classification based on MobileNet convolutional neural net» (2019 год)
- Медаль Минобрнауки России «За вклад в реализацию государственной политики в области научно-технологического развития» (2021 год)
- Лауреат Премии Правительства Российской Федерации в области науки и техники (2023 год)
- Благодарность Президента Российской Федерации (5 февраля 2024 года) — за заслуги в развитии отечественной науки, многолетнюю плодотворную деятельность и в связи с 300-летием со дня основания Российской академии наук[2]

## Преподавательская деятельность
- Начиная с 2020 года, ведёт лекции и лабораторные работы в МИЭТ у студентов старших курсов по теме «Методы обработки и анализа больших данных». Запись лекций доступна на Youtube.
- Организатор конкурсов «Открытый Зеленоградский турнир по программированию» в 2005[3], 2006[4], 2007[5] и 2008[6] годах[7].

## Соревнования
Соловьев Р. А. известен по участию в соревнованиях по машинному обучению на площадках Kaggle, DrivenData, Topcoder, Zindi и других (преимущественно под ником ZFTurbo). На площадке Kaggle имеет статус грандмастера и более 20 золотых медалей. Занимал 4 место в общем рейтинге площадки Kaggle и долгое время был ТОП 1 среди участников из России. По результатам конкурсов были опубликованы научные статьи и код решения задач.
| Номер | Год  | Площадка      | Название                                                               | Место                       | Тематика                         | Ссылки        |
| ----- | ---- | ------------- | ---------------------------------------------------------------------- | --------------------------- | -------------------------------- | ------------- |
| 1     | 2017 | Kaggle        | Dstl Satellite Imagery Feature Detection                               | 2 место                     | ДЗЗ                              | [ 15 ]        |
| 2     | 2017 | DataRing      | Распознавание объектов на аэрофотоснимках в инфракрасном диапазоне     | 2 место                     | ДЗЗ                              | [ 16 ]        |
| 3     | 2017 | DrivenData    | DrivenData: N+1 fish, N+2 fish                                         | 2 место                     | Экология                         | ,             |
| 4     | 2017 | DrivenData    | Pri-matrix Factorization                                               | 2 место                     | Экология                         | ,             |
| 5     | 2017 | Topcoder      | Morgoth’s Crown: SpectrumPredictor                                     | 2 место                     | Химия                            | [ 23 ]        |
| 6     | 2017 | Kaggle        | Planet: Understanding the Amazon from Space                            | 3 место                     | ДЗЗ                              | ,             |
| 7     | 2018 | Kaggle        | IEEE’s Signal Processing Society — Camera Model Identification         | 1 место                     | ЦОС                              | [ 26 ]        |
| 8     | 2018 | Kaggle        | Inclusive Images Challenge                                             | 3 место                     | …                                | ,             |
| 9     | 2018 | Kaggle        | Humpback Whale Identification                                          | 5 место                     | Экология, Реидентификация        | ,             |
| 10    | 2019 | Kaggle        | Open Images 2019 — Visual Relationship                                 | 3 место                     | …                                | [ 32 ]        |
| 11    | 2019 | Kaggle        | Open Images 2019 — Instance Segmentation                               | 5 место                     | Сегментация                      | [ 33 ]        |
| 12    | 2019 | Topcoder      | Neptune — Facial Detection                                             | 3 место                     | Обнаружение объектов             | [ 34 ]        |
| 13    | 2019 | Topcoder      | Neptune — Facial Re-Identification                                     | 1 место                     | Реидентификация                  | [ 35 ]        |
| 14    | 2019 | Boosters      | Rosneft Seismic Challenge                                              | 1 место                     | Геология                         | ,             |
| 15    | 2020 | DrivenData    | Open AI Caribbean Challenge: Mapping Disaster Risk from Aerial Imagery | 2 место                     | ДЗЗ                              | ,             |
| 16    | 2020 | ODS.ai        | COVID-19 Data Challenge (Sberbank) 2020                                | 2, 5 и 3 место в трех турах | Эпидемиология                    | [ 43 ]        |
| 17    | 2020 | DrivenData    | Advance Alzheimer’s Research with Stall Catchers                       | 1 место                     | Медицина                         | ,             |
| 18    | 2020 | DrivenData    | Genetic Engineering Attribution Challenge                              | 2 место                     | Генетика                         | ,             |
| 19    | 2021 | Kaggle        | VinBigData Chest X-ray Abnormalities Detection                         | 2 место                     | Медицина                         | ,             |
| 20    | 2021 | Kaggle        | Human Protein Atlas — Single Cell Classification                       | 3 место                     | Биология, Сегментация            | ,             |
| 21    | 2021 | Codenrock     | Rosneft Challenge 2021                                                 | 3 место                     | Экология, Обнаружение объектов   | ,             |
| 22    | 2022 | Zindi         | Turtle Recall: Conservation Challenge                                  | 2 место                     | Экология, Реидентификация        | ,             |
| 23    | 2022 | Topcoder      | NASA Comet Detection Marathon Match                                    | 5 место                     | Астрономия, Обнаружение объектов | ,             |
| 24    | 2022 | Zindi         | Wadhwani AI Bollworm Counting Challenge                                | 3 место                     | Экология, Подсчёт объектов       | [ 61 ]        |
| 25    | 2023 | ICCAD Contest | Static IR Drop Estimation Using Machine Learning                       | 3 место                     | Микроэлектроника, САПР           | [ 62 ] [ 63 ] |
| 26    | 2023 | AICrowd       | The Sound Demixing Challenge 2023                                      | 1 место                     | Звук, Музыка                     | [ 64 ] [ 65 ] |